# Вахтберг
Вахтберг (њем. Wachtberg) општина је у њемачкој савезној држави Северна Рајна-Вестфалија. Једно је од 19 општинских средишта округа Рајн-Зиг. Према процјени из 2010. у општини је живјело 20.117 становника. Посједује регионалну шифру (AGS) 5382072, NUTS (DEA2C) и LOCODE (DE WBA) код.

## Географски и демографски подаци
Вахтберг се налази у савезној држави Северна Рајна-Вестфалија у округу Рајн-Зиг. Општина се налази на надморској висини од 222 метра. Површина општине износи 49,7 km². У самом мјесту је, према процјени из 2010. године, живјело 20.117 становника. Просјечна густина становништва износи 405 становника/km².

## Међународна сарадња
| Мјесто    | Држава    | Врста сарадње | Од    |
| --------- | --------- | ------------- | ----- |
| Бернаређо | Италија   | пријатељство  | 2007. |
|           | Француска | партнерство   | 1979. |
| Извор     |           |               |       |